# 力康雞

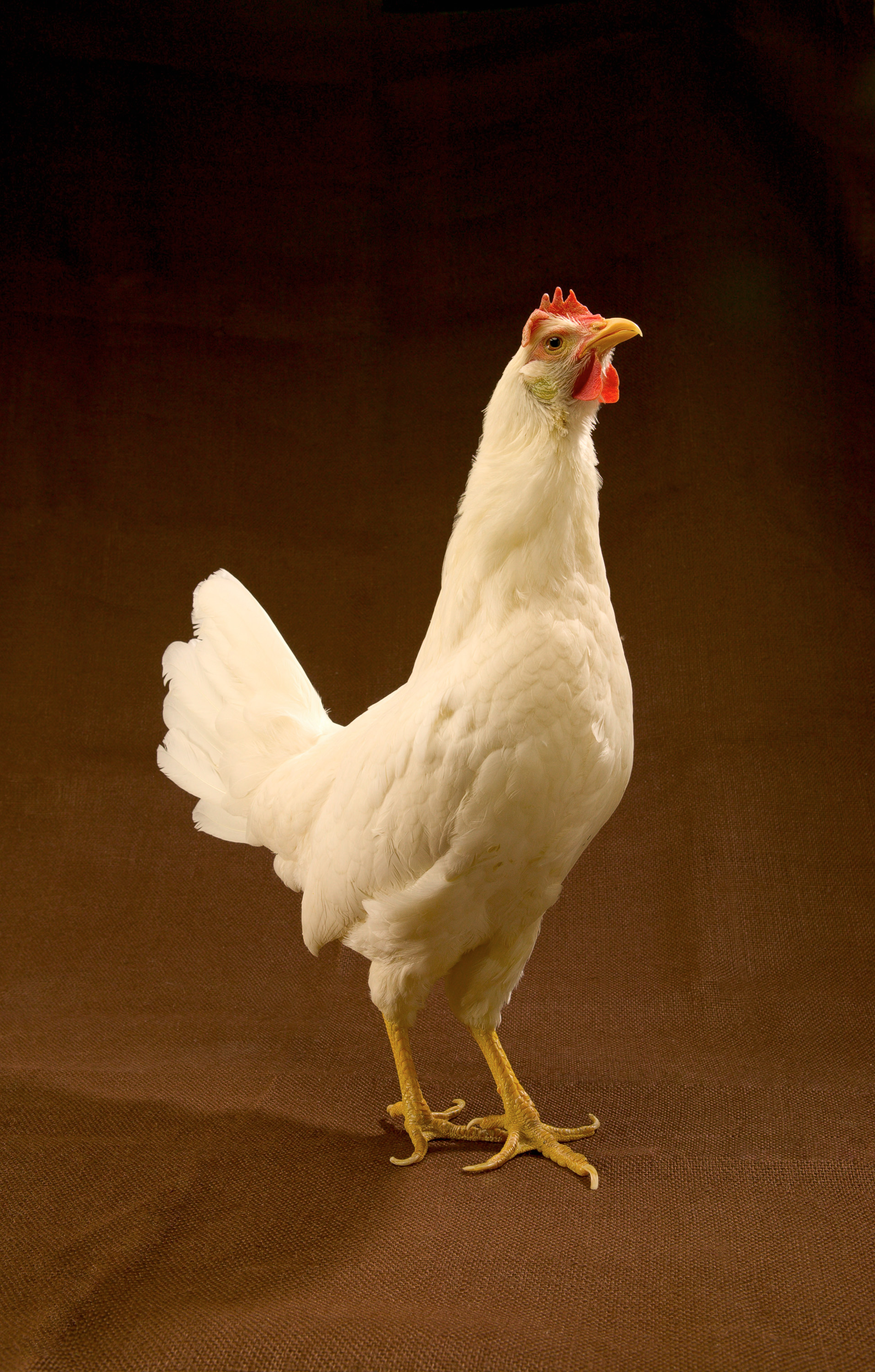
母雞

力康雞，又稱萊亨雞，来航鸡，是一種源自義大利托斯卡尼的雞，1853年引進至北美洲。1865年以原產地港口城市里窩那（英文稱 Leghorn）得名。
顏色以白色為主，但也有其他色系。以每年高達280枚產蛋量，以及白色的蛋殼而成為著名的蛋用雞，但由於重量較輕故不被視為肉用雞種。華納兄弟的卡通片《樂一通》當中的角色萊亨雞福亨是一隻力康雞。